# Cortiella caespitosa
Cortiella caespitosa är en flockblommig växtart som beskrevs av R.H.Shan och M.L.Sheh. Cortiella caespitosa ingår i släktet Cortiella och familjen flockblommiga växter. Inga underarter finns listade i Catalogue of Life.